# خاطرات یک جنتلمن مستأجر
خاطرات یک جنتلمن مستاجر   (長屋紳士録  shinshiroku) فیلمی ژاپنی است که در سال ۱۹۴۷ توسط یاسوجیرو اوزو ساخته و کارگردانی شده است. این فیلم نخستین بار پس از جنگ جهانی دوم اکران شد.